# Giovanni Delise
Giovanni Delise (ur. 1 listopada 1907 w Izoli, zm. 19 maja 1947 w Trieście) – włoski wioślarz, złoty medalista olimpijski.
Wystąpił na igrzyskach olimpijskich w Amsterdamie w 1928, gdzie Włosi w składzie: Valerio Perentin, Giliante D’Este, Nicolò Vittori, Giovanni Delise i Renato Petronio (sternik) zdobyli złoty medal w czwórkach ze sternikiem. W finale o 15,6 sekundy wyprzedzili Szwajcarów. Był to jego jedyny start olimpijski.
Ponadto w czwórkach ze sternikiem zdobywał złote medale na mistrzostwach Europy w Bydgoszczy (1929), mistrzostwach Europy w Belgradzie (1932) i mistrzostwach Europy w Lucernie (1934). 